# Croix des services militaires volontaires
La croix des services militaires volontaires est une distinction française.

## Description
Après la Première Guerre mondiale, qui avait été une guerre de masse, les réservistes ont tenu une place importante dans le système de défense de la France. Pour récompenser leur volontariat lors des périodes d'instructions des réserves, un décret du 13 mai 1934 créa la Croix des Services Militaires Volontaires (bronze, argent, or). Les armées de mer et de l'air se distinguant par une ancre (sur le ruban) ou des ailes déployées en bélière. Le graveur de la croix fut Maurice Delannoy (1885-1972). Elle est supprimée lors de la création de l'ordre du Mérite militaire le 22 mars 1957.